# Acanthostracion guineensis
Acanthostracion guineensis és una espècie de peix de la família dels ostràcids i de l'ordre dels tetraodontiformes.

## Morfologia
- Els mascles poden assolir 18 cm de longitud total.[5][6]

## Hàbitat
És un peix marí, de clima tropical i demersal que viu fins als 200 m de fondària.

## Distribució geogràfica
Es troba a la costa africana atlàntica.